# Confession (telenovela)
Confession (hangul: 자백; rr: Jabaek) é uma telenovela sul-coreana exibida pela emissora tvN de 23 de março a 12 de maio de 2019, com um total de 16 episódios. É estrelada por Lee Jun-ho, Shin Hyun-been e Yoo Jae-myung.

## Enredo
Choi Do-hyun (Lee Jun-ho) que possui uma doença cardíaca grave, consegue realizar um transplante de coração que tanto necessitava, porém, seu pai acaba sendo acusado de assassinato. Então ele se torna um advogado para limpar o nome do pai e investigar o caso. 

## Elenco

### Principal
- Lee Jun-ho como Choi Do-hyun[1][2]
- Shin Hyun-been como Ha Yoo-ri[3]
- Yoo Jae-myung como Gi Choon-ho[4][5]

### De apoio

#### Pessoas ao redor de Choi Do-hyun
- Choi Kwang-il como Choi Pil-su
- Lee Ki-hyuk como Lee Hyun-joon

#### Pessoas ao redor de Gi Choon-ho
- Jung Hee-tae como detetive Seo
- Jang Jae-ho como detetive Lee
- Jeon Do-hyun como Kim Dae-seok

#### Outros
- Moon Sung-keun como Cho Myung-geun
- Song Young-chang como presidente Oh
- Yoo Sung-joo como Ji Chang-ryul
- Kim jung-gi como Yang In-beom
- Kim Young-hoon como Park Si-kang
- Choi Dae-hoon como secretário Hwang
- Kim Jung-hwa como Jenny Song
- Ryoo Kyung-soo como Han Jong-goo
- Song Yu-hyeon como Cho Gyeong-seon
- Jeong Gi-seop como Cha Seung-hu
- Kim Seong-hun como Sung Jun-sik
- Nam Gi-ae como madame Jin[6]
- Yoon Gyung-ho como Heo Jae-man[7]

## Trilha sonora
1. "Let Me Hear It" (들려줘) - Song Ji-eun & Basick
2. "The End" - 	Jungin
3. "Reason: It's You" - 	Yoari

## Recepção
Na tabela abaixo, os números azuis representam as audiências mais baixas e os números vermelhos representam as audiências mais elevadas.
| Episódio | Data de transmissão original | Audiência média | Audiência média              |
| Episódio | Data de transmissão original | AGB Nielsen     | AGB Nielsen                  |
| Episódio | Data de transmissão original | Em todo o país  | Região Metropolitana de Seul |
| -------- | ---------------------------- | --------------- | ---------------------------- |
| 1        | 23 de março de 2019          | 4.569%          | 4.704%                       |
| 2        | 24 de março de 2019          | 5.386%          | 6.461%                       |
| 3        | 30 de março de 2019          | 4.501%          | 4.913%                       |
| 4        | 31 de março de 2019          | 5.573%          | 6.176%                       |
| 5        | 6 de abril de 2019           | 4.027%          | 4.761%                       |
| 6        | 7 de abril de 2019           | 5.458%          | 6.462%                       |
| 7        | 13 de abril de 2019          | 4.079%          | 4.661%                       |
| 8        | 14 de abril de 2019          | 5.425%          | 6.419%                       |
| 9        | 20 de abril de 2019          | 3.846%          | 4.846%                       |
| 10       | 21 de abril de 2019          | 5.594%          | 6.421%                       |
| 11       | 27 de abril de 2019          | 3.846%          | 4.347%                       |
| 12       | 28 de abril de 2019          | 5.122%          | 6.047%                       |
| 13       | 4 de maio de 2019            | 3.378%          | 3.759%                       |
| 14       | 5 de maio de 2019            | 4.841%          | 5.686%                       |
| 15       | 11 de maio de 2019           | 4.849%          | 5.738%                       |
| 16       | 12 de maio de 2019           | 6.275%          | 7.030%                       |
| Média    | Média                        | 4.798%          | 5.527%                       |

- Este drama foi transmitido por um canal de televisão por assinatura, que normalmente tem um público relativamente menor em comparação com as emissoras de televisão abertas (KBS, SBS, MBC e EBS).

## Prêmios e indicações
| Ano  | Prêmio             | Categoria              | Beneficiário   | Resultado | Ref.  |
| ---- | ------------------ | ---------------------- | -------------- | --------- | ----- |
| 2019 | Korea Drama Awards | Melhor Atriz Revelação | Shin Hyun-been | Indicado  | [ 9 ] |